# Lukovo (Senj)
Lukovo ili Lukovo Otočko je naselje u Republici Hrvatskoj, u sastavu Grada Senja, u Ličko-senjskoj županiji. Poznato je kao vikendaško naselje.
Na poluotoku Malti nalaze se ribarske kolibe.

## Stanovništvo
Prema popisu stanovništva iz 2001. godine, naselje je imalo 36 stanovnika te 21 obiteljskih kućanstava.

Prema popisu stanovništva 2011. godine naselje je imalo 36 stanovnika isto kao i na popisu iz 2001. godine.
| broj stanovnika | 590   | 632   | 586   | 568   | 562   | 448   | 383   | 433   | 422   | 445   | 336   | 153   | 90    | 57    | 36    | 36    | 26    |
|                 | 1857. | 1869. | 1880. | 1890. | 1900. | 1910. | 1921. | 1931. | 1948. | 1953. | 1961. | 1971. | 1981. | 1991. | 2001. | 2011. | 2021. |